# Хвощова
Хвощова́ — село в Україні, у Тростянецькій міській громаді Охтирського району Сумської області. Населення становить 45 осіб. До 2020 орган місцевого самоврядування — Білківська сільська рада, що увійшла до складу Тростянецької ТГ.

## Географія
Село Хвощова розташована в балці Хвощовий Яр по якій протікає пересихаючий струмок. На відстані 1 км розташоване село Грузьке.